# Pycnoclavella diminuta
Pycnoclavella diminuta är en sjöpungsart som först beskrevs av Kott 1957.  Pycnoclavella diminuta ingår i släktet Pycnoclavella och familjen Pycnoclavellidae. Inga underarter finns listade i Catalogue of Life.